# Алгебраическая группа
Алгебраическая группа — это группа, являющаяся одновременно алгебраическим многообразием, причём групповая операция и операция взятия обратного элемента являются регулярными отображениями многообразий.
В терминах теории категорий, алгебраическая группа — это групповой объект в категории алгебраических многообразий.

## Свойства
Несколько важных классов групп можно наделить структурой алгебраической группы:
- Конечные группы
- GL(n, C) — общие линейные группы над полем комплексных чисел

Обратно, эллиптические кривые — пример алгебраических многообразий, которые можно наделить структурой алгебраической группы.
Существуют два класса алгебраических групп, свойства которых настолько хорошо изучены, что их обычно рассматривают отдельно: абелевы многообразия и линейные алгебраические группы. Существуют также алгебраические группы, не принадлежащие ни одному из этих классов — например, такие группы естественным образом возникают в теории обобщённых якобианов. Однако, согласно структурной теореме Шевалле, любая связная алгебраическая группа над совершенным полем содержит нормальную линейную алгебраическую подгруппу, фактор по которой — абелево многообразие.
Согласно другой базовой теореме, любая группа, являющаяся аффинным алгебраическим многообразием, допускает точное конечномерное представление, то есть является группой матриц с элементами в поле k, заданной полиномиальными уравнениями с коэффициентами в k. Это значит, что определение аффинной алгебраической группы является излишним: всегда можно использовать более конкретное её определение как группы матриц.
Данное выше определение подходит только для групп над алгебраически замкнутым полем. Существуют также «алгебраические группы над кольцом», определяемые при помощи языка схем: групповая схема над коммутативным кольцом R — это групповой объект в категории схем над R.
Алгебраическая подгруппа алгебраической группы — это подгруппа, замкнутая в топологии Зарисского. Гомоморфизм алгебраических групп — это регулярное отображение соответствующих многообразий, являющееся одновременно гомоморфизмом групп; алгебраическую подгруппу можно эквивалентным образом определить как образ инъективного гомоморфизма.